# Ахттінговен (Утрехт)
Ахттінговен (нід. Achttienhoven) — селище в нідерландській провінції Утрехт. Входить до муніципалітету Де-Білт. Наразі у ньому нараховується близько 120 будинків.
До 1954 року мало статус окремого муніципалітету.

## Галерея

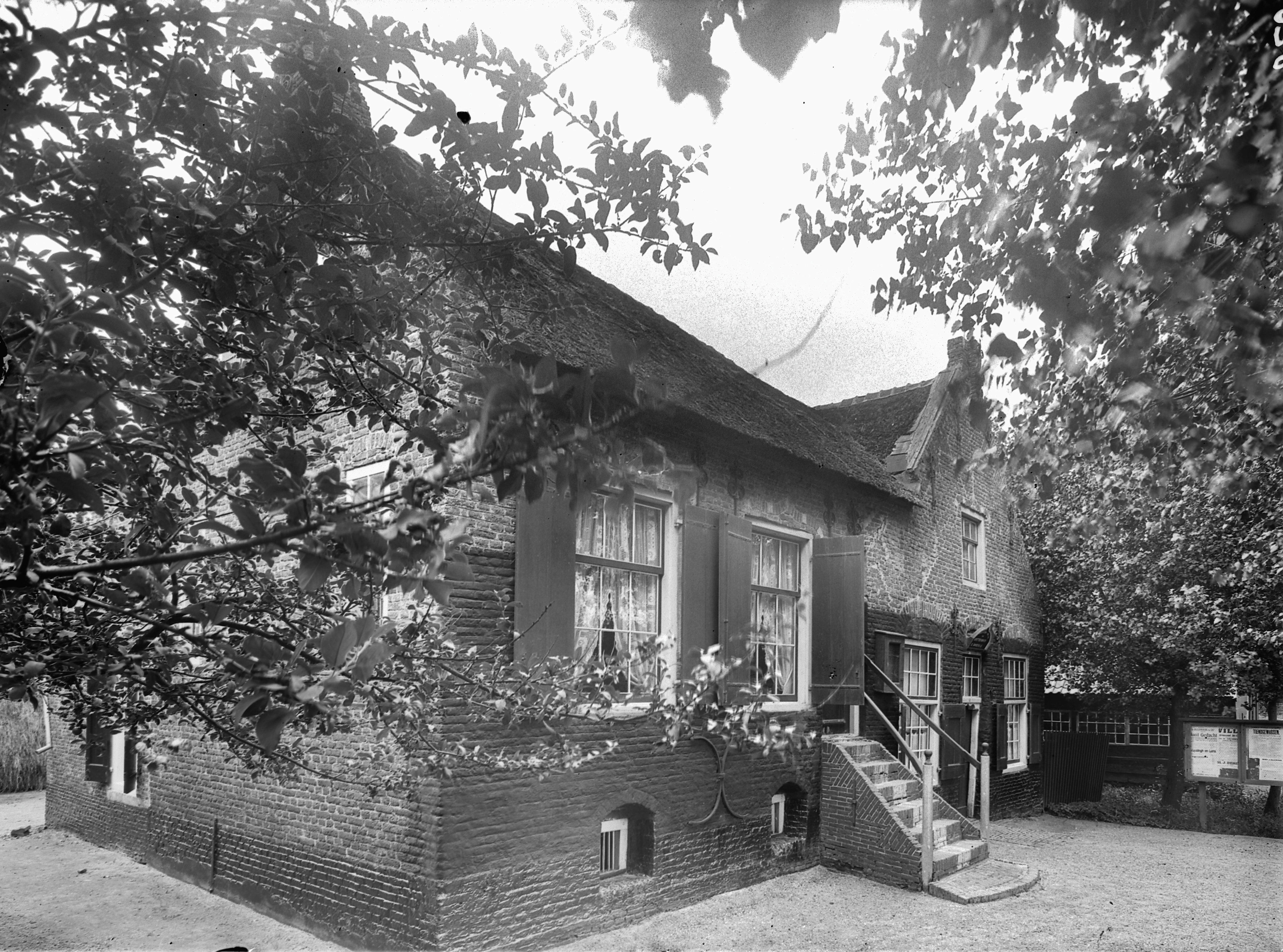
Будівля колишньої мерії
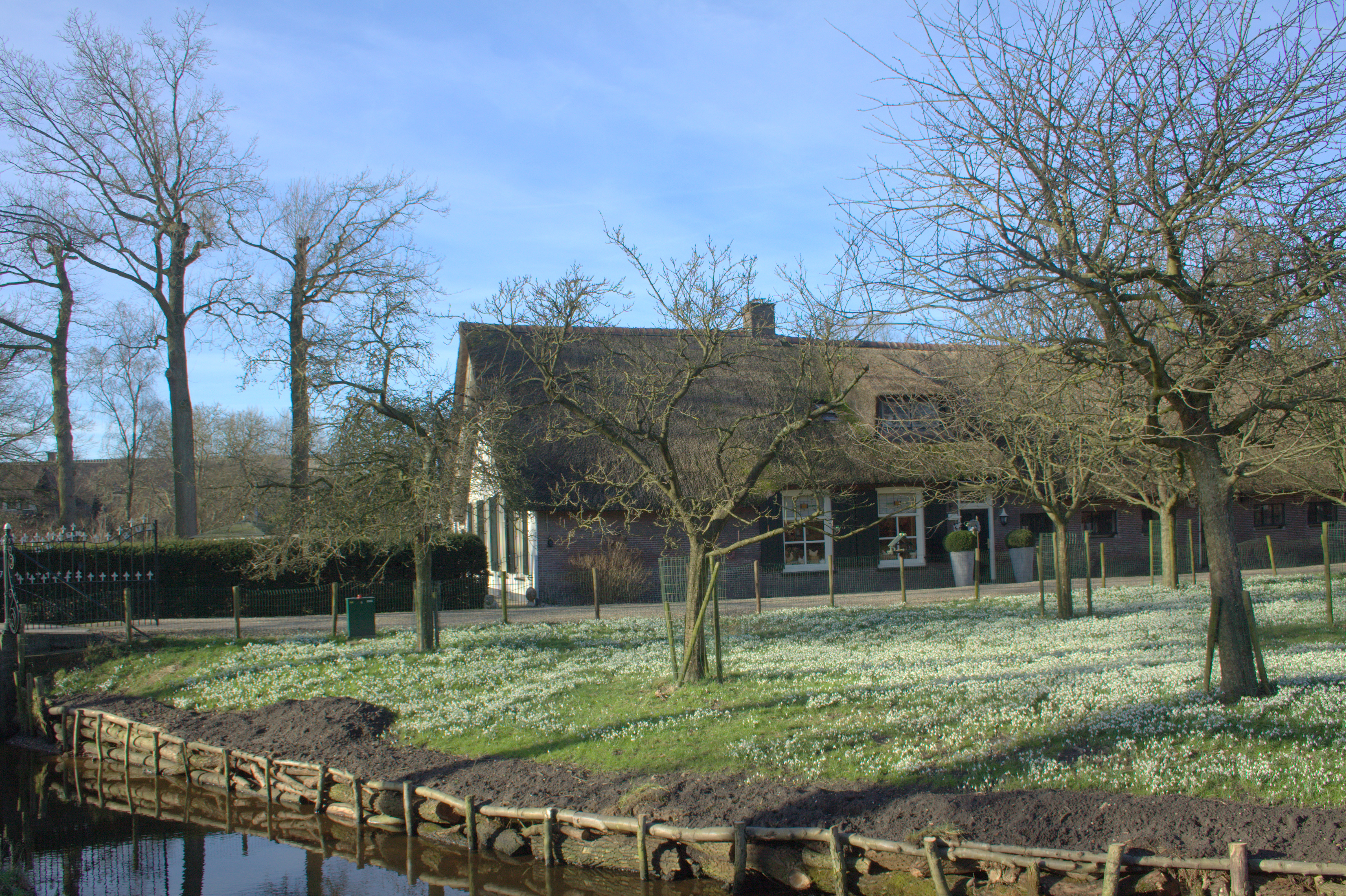
Ферма в Ахттінговені